# Pseudoligosita nowickii
Pseudoligosita nowickii is een vliesvleugelig insect uit de familie Trichogrammatidae. De wetenschappelijke naam is voor het eerst geldig gepubliceerd in 1981 door Viggiani.